# Гибил
Гибил (аккад. Гирра, Гирру) — в Шумерской мифологии бог огня, сын бога грозы Ишкура (затем отождествленного с Ададом) и богини плодородия Шалы. В некоторых версиях Энума Элиш о нём говорится, что он был ответственен за поддержание оружия в боевой готовности (заострял копья и стрелы). Иногда как бог очищающего огня именуется Очистителем.
Гибил был кузнечных дел мастером и обладал мудростью, которой «ни один бог не мог превысить».
В греко-римской мифологии ему соответствует Гефест — Вулкан, в египетской — Птах.